# Olivia Ausoni
Olivia Ausoni (Villars-sur-Ollon, 10 april 1923 - Chesières, 15 mei 2010) was een Zwitserse alpineskiester. Zij nam deel aan de Olympische Winterspelen van 1948 en de Olympische Winterspelen van 1952.

## Belangrijkste resultaten

### Olympische Winterspelen
| Jaar | Plaats       | Discipline  | Onderdeel      | Resultaat |
| ---- | ------------ | ----------- | -------------- | --------- |
| 1948 | Sankt Moritz | alpineskiën | afdaling (v)   | 24e       |
| 1948 | Sankt Moritz | alpineskiën | slalom (v)     | 17e       |
| 1948 | Sankt Moritz | alpineskiën | combinatie (v) | 26e       |
| 1952 | Oslo         | alpineskiën | slalom (v)     | 10e       |